# International Superstar Soccer 2000
International Superstar Soccer 2000 (実況Jリーグ1999。 パーフェクトストライカー2, Jikkyō J-League 1999: Perfect Striker 2), est un jeu vidéo de football sorti en 2000 sur Nintendo 64 et Game Boy Color. Le jeu a été développé et édité par Konami.

## Accueil
- Jeuxvideo.com : 15/20 (N64)[1] - 15/20 (GB)[2]